# Outerbat
Outerbat (àrab: اوتربات, Ūtirbāt) és una comuna rural de la província de Midelt de la regió de Drâa-Tafilalet. Segons el cens de 2014 tenia una població total de 6.819 persones.